# Still Life
Still Life četvrti je studijski album švedskog heavy metal sastava Opeth. Album je 18. listopada 1999. godine objavila diskografska kuća Peaceville Records. Budući da je nakon objave prethodnog albuma My Arms, Your Hearse napustio Candlelight i Century Black Records, to je njegov prvi uradak koji je objavila navedena kuća. Ovo je ujedno i prvi album grupe na kojem bas-gitaru svira Martín Méndez.

## Glazbeni stil
Eduardo Rivadavia, glazbeni kritičar sa stranice AllMusic, opisao je Still Life kao "golemi spoj grubih, često oštrih rifova s ljupkim melodijama".
Na Still Lifeu, kao i na većini albuma grupe, nalazi se spoj elemenata death metala i progresivnog rocka, što je karakteristično za Opethov glazbeni stil. Na ovom su se albumu growlovi pjevača Mikaela Åkerfeldta počeli znatno produbljivati u usporedbi s prethodnim uradcima. Still Life nastavlja eksperimentiranje skupine s dinamikom te većina pjesama sadrži barem dvije drastične promjene u dinamici. Pjesma "Benighted" jedina je akustična skladba na albumu te sadrži gitaristički solo inspiriran bluesom. To je ujedno i jedna od rijetkih Opethovih pjesama koja prati linearnu strukturu pjesme, sadržavajući strofe i refren.  
"Face of Melinda" je, većim dijelom vremena, još jedna balada; iako ne sadrži death metal vokalni stil, ipak sadrži gitarističke rifove koji su tipični za žešće pjesme grupe. Kako bi pjesmi dodao džezističan zvuk, sastav se poslužio bas-gitarom bez pragova i posebnim četkama umjesto regularnim bubnjarskim palicama.

## Koncept
Poput svojeg prethodnika My Arms, Your Hearse, Still Life konceptualan je album. Pjevač i gitarist sastava, Mikael Åkerfeldt, objašnjava: "Tematika Still Life nije sotonistička, već antikršćanska. Zvuči prilično naivno kad to kažem na takav način. Radnja se [...] zbiva u davnim vremenima kad je kršćanstvo bilo značajnije nego danas. Glavni je lik protjeran iz svojeg rodnog grada jer nije vjerovao u ono što su vjerovali njegovi sugrađani. Album zapravo započinje kad se on nakon nekoliko godina vraća kako bi se našao sa svojom starom 'draganom'. Naravno, ubrzo se počinju događati mnoge loše stvari unutar, kako ga nazivam na albumu, 'vijeća'. Veliki šefovi grada znaju da se vratio. Počinju se događati mnoge loše stvari. Na određen ga način vide kao licemjera. Skoro da zvuči kao [priča] o đavoljem odvjetniku ili kako god se to već zove."

## Objava
Zbog vremenskih ograničenja skupina je mogla vježbati samo dvaput prije odlaska u studio. Budući da nije bila dovršena, objava naslovnice albuma često je bila odgađana te je zbog toga album bio objavljen mjesec dana kasnije nego što je bilo planirano. Album je u Europi 18. listopada 1999. godine objavila diskografska kuća Peaceville/Snapper. Zbog problema s novom distribucijskom mrežom skupine album u SAD-u nije bio objavljen sve do 27. veljače 2001. godine.
Still Life bio je prvi album na kojem je bas-gitaru svirao Martín Méndez te je usto i prvi album grupe na kojem se na prvom izdanju bilo koje inačice albuma na naslovnici pojavljuje njezin logotip.
Album je 2000. godine ponovno objavio izdavač Peaceville Records u inačici klizne kutije te tri godine kasnije u digipak inačici. Album je po treći put bio ponovno objavljen 31. ožujka 2008.; na ovoj se inačici albuma pojavila prerađena naslovnica koju je izvorno izradio Travis Smith te se sastojala od dva diska; prvi je disk sadržavao remasterirani stereo miks albuma na CD-u, dok je drugi disk činio audio DVD koji je sadržavao 5.1 miks prostornog zvuka. DVD sadrži i glazbeni spot za pjesmu "Face of Melinda" preuzet s koncertnog albuma The Roundhouse Tapes, koji prati nastup sastava u Londonu. Jens Borgren remasterirao je i remiksao izvorne snimke na albumu.

## Popis pjesama
Tekstovi i glazba: Mikael Åkerfeldt. 
| 1.    | »The Moor«               | 11:26 |
| 2.    | »Godhead's Lament«       | 9:47  |
| 3.    | »Benighted«              | 5:01  |
| 4.    | »Moonlapse Vertigo«      | 9:00  |
| 5.    | »Face of Melinda«        | 7:59  |
| 6.    | »Serenity Painted Death« | 9:14  |
| 7.    | »White Cluster«          | 10:02 |
| 62:29 |                          |       |

## Recenzije
Album je uglavnom dobio pozitivne kritike. Eduardo Rivadavia, glazbeni kritičar sa stranice AllMusic, dodijelio je albumu četiri od pet zvjezdica te je komentirao: "Nakon što je svoje tiranske black metal simfonije na svojem trećem albumu, My Arms, Your Hearse, doveo do vrhunca, švedski je Opeth na brilijantnom albumu iz 1999., Still Lifeu, počeo dekonstruirati svoj zvuk. Kao logičan korak u svojoj evoluciji sastav na albumu preispituje svoj nevjerojatan spoj progresivnog rocka i black metala kako bi istaknuo prethodno, a u isto vrijeme ostao u dodiru s naknadnim. [...] U konačnici, ovo je još jedna uspješnica skupine te je svjedočanstvo njezine veličanstvenosti činjenica da je nekako uspjela nadmašiti samu sebe sljedećim albumom, Blackwater Parkom.

## Zasluge
| Opeth - Mikael Åkerfeldt – vokali, gitara - Peter Lindgren – gitara - Martín Méndez – bas-gitara - Martin Lopez – bubnjevi | Ostalo osoblje - Göran Finnberg – mastering - Harry Valimaki – fotografija - Fredrik Nordström – produkcija, inženjer zvuka - Isak Edh – inženjer zvuka - Timo Ketola – logotip - Travis Smith – naslovnica, fotografija |